# Carlos Viver
Carlos Viver Arza (født d. 24. april 1973 Granollers, Spanien) er spansk håndboldtræner og tidligere håndboldspiller, som træner Spaniens kvindehåndboldlandshold siden 2017.
Han afløste den tidligere landstræner Jorge Dueñas, og trænede sin første slutrunde for Spanien ved VM i håndbold 2017 i Tyskland.